# Okres Poltár
Poltár is een district (Slowaaks: Okres) in de Slowaakse regio Banská Bystrica. De hoofdstad is Poltár. Het district bestaat uit 1 stad (Slowaaks: Mesto) en 21 gemeenten (Slowaaks: Obec).

## Steden
- Poltár

## Lijst van gemeenten
| - Breznička - Cinobaňa - České Brezovo - Ďubákovo - Hradište - Hrnčiarska Ves - Hrnčiarske Zalužany | - Kalinovo - Kokava nad Rimavicou - Krná - Málinec - Mládzovo - Ozdín - Rovňany | - Selce - Sušany - Šoltýska - Uhorské - Utekáč - Veľká Ves - Zlatno |

Banská Bystrica · Banská Štiavnica · Brezno · Detva · Krupina · Lučenec · Poltár · Revúca · Rimavská Sobota · Veľký Krtíš · Žarnovica · Žiar nad Hronom · Zvolen